# Франклин-центр
Франклин-Центр (англ. Franklin Center) — 5-й по высоте небоскреб в Чикаго и 20-й по высоте в США, высота 60-этажного здания — 307 метров. Строительство здания по проекту архитектора Эдриана Смита из Skidmore, Owings and Merrill было завершено в 1989 году. Изначально небоскрёб назывался Корпоративный центр AT&T и строился как головной офис компании. В 2007 году собственником здания стала компания Tishman Speyer, которая изменила название небоскрёба на нынешнее, тогда же в здание переехал офис компании USG Corporation. Франклин-Центр находится в деловом районе Чикаго Луп, недалеко от Уиллис-тауэр, и расположен по адресу 227 West Monroe Street, Chicago, IL 60606.

## История
В 1982 году произошло разделение монополии Американской телефонной и телеграфной компании на несколько компаний. В последующее десятилетие компания AT&T возвела новые здания по всей стране, включая Сони-билдинг в Нью-Йорке. 5 апреля 1985 года AT&T опубликовала запрос предложения на строительство небоскрёба в Чикаго. Компания SOM была нанята в качестве дизайнеров с целью отличить здание от соседней башни Уиллиса. Сотрудники AT&T начали занимать офисные помещения 3 апреля 1989 года.

## Архитектура
Спроектированный Эдрианом Смитом из Skidmore, Owings & Merrill, Франклин-центр является одним из самых известных и узнаваемых строений в Чикаго. Гранитное здание со стальным каркасом, опирающееся на свайный фундамент, спроектировано в постмодернистском архитектурном стиле. Конструкция характеризуется строгими вертикальными линиями, остроконечными башнями крыши, готическими деталями.
Здание оборудовано лифтами Otis, между башнями AT&T и USG (также спроектированными Смитом) проходит 16-этажный атриум, обе башни похожи друг на друга. Вестибюли являются одними из самых роскошных в Чикаго: стены и полы декорированы мрамором, бронзой, позолоченной дубовой отделкой и стилизованными светильниками.